# 辛可卡因
辛可卡因（商品名有：Cincain、Nupercainal、Nupercaine、Sovcaine等）是一种含氮有机化合物，化学式C
20H
29N
3O
2，可用作酰胺类局部麻醉药。